# Baltische Beker 2003
De Baltische Beker 2003 was de 20ste editie van de Baltische Beker. Het toernooi werd gehouden van 3 tot en met 5 juli 2003 in Valga en Tallinn, Estland. Letland was de titelverdediger en prolongeerde de titel. Estland en Litouwen deden ook mee aan het toernooi.

## Overzicht
| Nr. | Land     | GW | Win | Gel | Ver | DV | DT | +/- | Pnt |
| --- | -------- | -- | --- | --- | --- | -- | -- | --- | --- |
| 1.  | Letland  | 2  | 1   | 1   | 0   | 2  | 1  | +1  | 4   |
| 2.  | Litouwen | 2  | 1   | 0   | 1   | 6  | 3  | +3  | 3   |
| 3.  | Estland  | 2  | 0   | 1   | 1   | 1  | 5  | –4  | 1   |

## Wedstrijden
|             |                  |       | |                                                                                        |
| 3 juli 2003 | Estland          | 1 – 5 | Litouwen | Valga Linnastaadion, Valga Toeschouwers: 1.500 Scheidsrechter: Martin Ingvarsson (SWE) |
| 3 juli 2003 | Jaanus Sirel 57' |       | 39' Igoris Morinas 45' Deividas Česnauskis 72' Andrius Velička 84' Marius Bezykornovas 90' Edgaras Česnauskis | Valga Linnastaadion, Valga Toeschouwers: 1.500 Scheidsrechter: Martin Ingvarsson (SWE) |

|             |                       |       |                                      |                                                                                     |
| 4 juli 2003 | Litouwen              | 1 – 2 | Letland                              | Valga Linnastaadion, Valga Toeschouwers: 500 Scheidsrechter: Peter Fröjdfeldt (SWE) |
| 4 juli 2003 | Tomas Tamošauskas 73' |       | 28' Juris Laizāns 32' Andrejs Rubins | Valga Linnastaadion, Valga Toeschouwers: 500 Scheidsrechter: Peter Fröjdfeldt (SWE) |

|             |         |       |         |                                                                                      |
| 5 juli 2003 | Estland | 0 – 0 | Letland | A. Le Coq Arena, Tallinn Toeschouwers: 1.000 Scheidsrechter: Martin Ingvarsson (SWE) |
| 5 juli 2003 |         |       |         | A. Le Coq Arena, Tallinn Toeschouwers: 1.000 Scheidsrechter: Martin Ingvarsson (SWE) |

| Kampioen 2003     |
| ----------------- |
| Letland 9de titel |